# Daniel Mullings
Daniel Mullings (Toronto, Ontario, 26 de julio de 1991) es un jugador canadiense de baloncesto. Mide 1,88 metros de altura y ocupa la posición de Escolta. Pertenece a la plantilla de los Canadian Elite Basketball League de la Pro Basketball League belga. Es internacional absoluto con Canadá.

## Inicios
Jugó en el Sir Wilfrid Laurier Collegiate Institute en Scarborough, Ontario, antes de enrolarse con los New Mexico State Aggies, donde jugó de 2011 a 2015. En sus cuatro temporadas promedió 13.1 puntos, 4.8 rebotes y 2.6 asistencias. Fue nombrado Player of the Year de la WAC en 2014.

## Carrera profesional
La temporada 2015-2016 la jugará en las filas del medi Bayreuth alemán, en la que será su primera experiencia como profesional.

## Selección nacional
Debutó con la selección absoluta en los Juegos Panamericanos de 2015 en su Toronto natal, donde se colgó la medalla de plata tras perder en la final con Selección de baloncesto de Brasil por 86-71. En 5 partidos promedió 4.6 puntos, 2 rebotes y 1.2 asistencias en 10.8 min de media.